# Билбејс
Билбејс (арап. بلبيس) је град у Египту у гувернорату Шаркија. Према процени из 2008. у граду је живело 140.892 становника.

## Становништво
Према процени, у граду је 2008. живело 140.892 становника.
| 1986.  | 1996.   | 2006.   |
| ------ | ------- | ------- |
| 96.511 | 113.608 | 136.499 |